# Hey Stephen
Hey Stephen ist ein Lied, das von der amerikanischen Singer-Songwriterin Taylor Swift für ihr zweites Studioalbum Fearless (2008) geschrieben und aufgenommen wurde. Es handelt sich um einen Country-Pop- und Teen-Pop-Song über eine unerwiderte Liebe, inspiriert von einer tatsächlichen Schwärmerei. Produziert von Swift und Nathan Chapman, zeichnet sich Hey Stephen durch ein Schlagzeug aus, das von Girl-Group Songs inspiriert wurde, einen Kontrabass, der seinen Groove antreibt, und eine zurückhaltende Hammond B-3-Orgel. In den Kritiken zu Fearless lobten Kritiker den Song, die Hey Stephen als ein Highlight des Albums ansahen.
Swift nahm Hey Stephen in die Setliste ihrer ersten Headliner-Tournee, der Fearless Tour (2009–2010), auf. Nach dem Streit um die Eigentumsrechte an Swifts Backkatalog im Jahr 2019 nahm sie das Lied als Hey Stephen (Taylor’s Version) für ihr neu aufgenommenes Album Fearless (Taylor’s Version) (2021) neu auf. In retrospektiven Ranglisten blieben einige Rezensenten positiv, während andere den Track als zu generisch betrachteten.

## Hintergrund und Schreiben
Taylor Swift schrieb Lieder für ihr zweites Studioalbum Fearless, während sie als Vorband für andere Country-Musiker tourte, um ihr selbst betiteltes Debüt Studioalbum in den Jahren 2007–2008 zu bewerben. In Fortführung der romantischen Themen ihres ersten Albums schrieb Swift Lieder über Liebe und persönliche Erfahrungen aus der Perspektive eines Teenagers, um sicherzustellen, dass ihre Fans sich mit Fearless identifizieren konnten. In diesem Sinne sagte Swift, dass sinngemäß fast jeder Albumtitel ein „Gesicht“ hatte, das sie damit verband. Das Endergebnis ist eine Sammlung von Liedern über die Herausforderungen der Liebe mit auffälligen High-School- und Märchen-Lyrikbildern. Swift und der Produzent Nathan Chapman nahmen über 50 Lieder für Fearless auf, und Hey Stephen war einer der 13 Titel, die es auf das endgültige Album schafften. Sie produzierten den Track, Justin Niebank mischte ihn in den Blackbird Studios in Nashville ab. In den Album-Liner-Notes ist die geheime Botschaft für das Lied „Love and Theft“, was auf die gleichnamige Gruppe anspielt, die 2008 als Vorband für sie auftrat.

Auf die Frage von Austin Scaggs von Rolling Stone, ob Stephen eine reale Person sei, antwortete Swift: 
„Ich habe kein Problem damit, Namen zu nennen. Mein persönliches Ziel ist es, dass meine Lieder so detailliert sind, dass der Kerl, über den das Lied geschrieben ist, weiß, dass es über ihn geht.“ 
Die Inspiration für das Lied war Stephen Barker Liles von Love and Theft, mit dem sie eine freundschaftliche Beziehung hatte. Nach der Veröffentlichung von Fearless textete Swift ihm über das Lied. Sie erinnerte sich, es sei „spaßig“ gewesen, ein persönliches Geständnis auf das Album zu setzen, mit dem sie „umgehen musste“, und es sei „interessant“ gewesen zu wissen, was Liles darüber zu sagen hatte. Liles sagte 2009 zu The Boot:
„Ich war sehr erleichtert, als es sich herausstellte, dass es ein nettes Lied war, und es ist tatsächlich eine der nettesten Sachen, die jemals jemand für mich gemacht hat.“
Er schrieb „Try to Make It Anyway“ als Antwortlied auf Swift, als sie zusammen auf Tour waren, und veröffentlichte es 2011 zum Download und Streaming.

## Veröffentlichungen
Hey Stephen wurde als Albumtitel auf Fearless am 11. November 2008 von Big Machine Records veröffentlicht.
Swift führte das Lied live bei ihrem australischen Konzertdebüt im Tivoli in Brisbane am 5. März 2009 auf. Hey Stephen war Teil der mittleren Akustik-Session auf Swifts erster Headliner-Tour, der Fearless Tour (2009–2010). Sie führte Hey Stephen als „Überraschungslied“ außerhalb der regulären Setliste beim Konzert in St. Louis der Reputation Stadium Tour am 18. September 2018 und beim Konzert in Philadelphia der Eras Tour am 14. Mai 2023 auf.
Nachdem sie einen neuen Vertrag mit Republic Records unterzeichnet hatte, begann Swift im November 2020, ihre ersten sechs Studioalben neu aufzunehmen. Die Entscheidung folgte auf einen öffentlichen Streit im Jahr 2019 zwischen Swift und dem Talentmanager Scooter Braun, der Big Machine Records erwarb, einschließlich der Masteraufnahmen von Swifts Alben, die das Label veröffentlicht hatte. Durch die Neuauflagen erlangte Swift die vollständige Eigentümerschaft der neuen Masteraufnahmen, was es ihr ermöglichte, die Lizenzierung ihrer Lieder für kommerzielle Zwecke zu kontrollieren. Swift und Christopher Rowe produzierten den neu aufgenommenen Track, der von David Payne in den Black Bird und Prime Recording Studios in Nashville aufgenommen wurde. Rowe nahm Swifts Hauptgesang in ihrem Heimstudio in London auf, und Serban Ghenea mischte den Track in den MixStar Studios in Virginia Beach, Virginia.
Die Neuaufnahme von Hey Stephen, untertitelt „Taylor’s Version“, wurde als Teil der Neuaufnahme von Fearless, als Fearless (Taylor’s Version), veröffentlicht. Swift veröffentlichte einen Ausschnitt von Hey Stephen (Taylor’s Version) auf ihrem Twitter-Account am 8. April 2021, einen Tag bevor Republic Records Fearless (Taylor’s Version) veröffentlichte.

## Komposition
Hey Stephen ist ein Country-Pop- und Teen-Pop-Song. Die Produktion des Liedes wurde von Kritikern als „sanft“ und „verspielt“ beschrieben. Der Track beinhaltet einen Schlagzeugbeat, den Rob Sheffield von Rolling Stone als erinnernd an den Ronettes-Song Be My Baby (1963) empfand, und Maria Sherman von NPR Music sagte, er rufe klassische Motown-Girl-Group-Platten in Erinnerung. Swift verwendet Ad-Libs und kichert vor dem letzten Refrain. Der Track beginnt und endet mit Swifts Summen. Im ursprünglichen Song von 2008 werden die Fingerschnipser den Kindern der Country-Musikerin Martina McBride und ihren Freunden zugeschrieben, die Swift eines Tages besuchten, als sie im Aufnahmestudio von McBrides Ehemann John war. Die neu aufgenommene „Hey Stephen (Taylor’s Version)“ behält dieselbe Anordnung bei, was dazu führte, dass der Journalist der New York Times, Joe Coscarelli, kommentierte, sie klänge „eher remastered als neu aufgenommen“.
Der Text handelt von einer unerwiderten Liebe zu einem scheinbar unerreichbaren Jungen. Die Titelfigur ist ein Junge, an dem „alle Mädchen“ interessiert sind, und obwohl sie Steine an sein Fenster werfen, um seine Aufmerksamkeit zu erregen, sagt Swifts Figur zu Stephen, dass sie die Einzige ist, „die dort wartet, auch wenn es kalt ist“.

## Rezeption

### Rezensionen
In den Albumrezensionen von Fearless wählten viele Kritiker Hey Stephen als ein Highlight aus. Sie äußerten sich positiv darüber, wie Hey Stephen universelle jugendliche Gefühle gegenüber Liebe und Schwärmerei darstellt – Craig S. Sermon von der Telegram & Gazette sagte: „Swifts lockeres und verspieltes Geständnis ist genug, um jeden erröten zu lassen.“ Andere lobten Swifts Songwriting für die Schaffung einer eingängigen Melodie. Larry Rodgers in The Arizona Republic schrieb, der Track sei „mitsummbarer Pop“ und Chris Richards in The Washington Post lobte sein „unwiderstehliches Lächeln“, das sich „dauerhaft in deinem Hippocampus festsetzen“ könnte. Jody Rosen in einer Rezension für Rolling Stone wählte das Lied als Beispiel für Swifts Songwriting, das ihren „eigenartigen Charme“ auf Fearless hervorhebt: „Ihre Musik mischt eine fast unpersönliche Professionalität - sie ist so akribisch gefertigt, dass sie klingt, als wäre sie wissenschaftlich in einer Hitfabrik konstruiert worden - mit Geständnissen, die sich peinlich intim und wahr anfühlen.“ In Slant Magazine wählte Jonathan Keefe Hey Stephen als einen der charmantesten Songs des Albums und lobte die emotionalen Empfindungen, die mit Swifts Hauptpublikum von Teenagern resonierten.

### Charts und Chartplatzierungen
Hey Stephen platzierte sich eine Woche in den US-amerikanischen Billboard Hot 100 und belegte dabei am 29. November 2008 Rang 94.
Hey Stephen (Taylor’s Version) erreichte die Charts in Australien (86) und Kanada (68). Es erreichte zudem Platz 105 der Billboard Global 200 sowie Platz 28 der US-amerikanischen Billboard Hot Country Songs.
| ChartsChartplatzierungen       | Höchstplatzierung | Wochen |
| ------------------------------ | ----------------- | ------ |
| Vereinigte Staaten (Billboard) | 94 (1 Wo.)        | 1      |

| ChartsChartplatzierungen               | Höchstplatzierung | Wochen |
| -------------------------------------- | ----------------- | ------ |
| Vereinigte Staaten (Billboard Country) | 28 (1 Wo.)        | 1      |

### Auszeichnungen für Musikverkäufe
| Land/Region               | Auszeichnungen für Musikverkäufe (Land/Region, Auszeichnung, Verkäufe) | Verkäufe |
| ------------------------- | ---------------------------------------------------------------------- | -------- |
| Vereinigte Staaten (RIAA) | Gold                                                                   | 500.000  |
| Insgesamt                 | 1× Gold ·                                                              | 500.000  |

Hauptartikel: Taylor Swift/Auszeichnungen für Musikverkäufe/Lieder